# ジョン・キッツミラー
ジョン・キッツミラー（John Kitzmiller, 1913年12月4日 - 1965年2月23日）は、アフリカ系アメリカ人の俳優である。

## 生涯
ミシガン州バトルクリークで生まれる。
第二次世界大戦ではイタリア開放に参加した。その後同国で俳優活動を始め、ネオレアリズモ作品などに出演した。さらには他のヨーロッパ各国の映画にも出演し、1956年のユーゴスラビア映画『平和の谷』では黒人俳優としては初めてカンヌ国際映画祭男優賞を受賞した。
1962年には『007』シリーズ第1作『007 ドクター・ノオ』でクォレル役を務めた。
1965年に肝硬変のため亡くなった。

## 主なフィルモグラフィ
- 寄席の脚光 Luci del varietà (1950)
- 平和の谷 Valley of Peace (1956)
- 007 ドクター・ノオ Dr. No (1962)
- アンクル・トム Uncle Tom's Cabin (1965)